# بهنام بانی
بهنام بانی (زادهٔ ۱۱ مهر ۱۳۶۶) خواننده پاپ ایرانی است که فعالیت هنری خود را به صورت حرفه‌ای از سال ۱۳۸۵ آغاز کرد. بانی در جشن حافظ و در کنار مجید رضوی، به‌عنوان بهترین خوانندهٔ پاپ سال ۱۴۰۲ ایران معرفی شد.

## شروع فعالیت
بهنام بانی در ۸ سالگی قاری قرآن بود. او پدرش را که نوازنده آکاردئون است، علت گرایش او را به موسیقی می‌داند. وی از دوران کودکی علاقه بسیاری به هنر داشت و نزد پدرش تمرین موسیقی را آغاز کرد. سپس در دوران نوجوانی نزد استادان بزرگی همچون محمد نوری به صورت حرفه‌ای به یادگیری موسیقی پرداخت. بهنام بانی در سن ۱۹ سالگی همزمان با دوران دانشجویی خود با گروه موسیقی روژان آشنا شد و با آن‌ها همکاری کرد که در این گروه مهدی یغمایی نیز حضور داشت. بانی در فیلم گشت ارشاد ۳ (۱۴۰۰) ایفای نقش کرده است.
وی با پخش موزیک‌هایش جایگاه خاصی در عرصه موزیک پیدا کرد و در اولین اجرای زنده خود در ۲۰ مرداد ۱۳۹۶ توانست در کمتر از ۵ دقیقه تمامی بلیت‌های خود را به‌فروش برساند که لازم به ذکر هست بهنام بانی بعد از گذشت چندین سال هنوز رکورد دار بلیت فروشی در ایران هست.
و همچنین بهنام بانی تیتراژ برنامه ماه عسل که مجری آن احسان علیخانی بود و تیتراژ سریال زخم کاری به کارگردانی محمدحسین مهدویان و با بازی جواد عزتی، هانیه توسلی و … اشاره کرد.
او در تجربه‌ای متفاوت در فیلم سینمایی گشت ارشاد ۳ به کارگردانی سعید سهیلی نقش آفرینی کرد که به مزاج خیلی از مردم خوش آمد و این فیلم در زمان کرونا اکران شد و توانست با تمام محدودیت‌ها و بلیت‌های ۱۵ هزار تومانی فروش ۴۳ میلیاردی را برای خود ثبت کند.

## ترانه‌شناسی

### تک‌آهنگ‌ها
| تاریخ انتشار     | نام ترانه         | ترانه‌سرا                               | آهنگساز                   | تنظیم کننده                |
| ---------------- | ----------------- | -------------------------------------- | ------------------------- | -------------------------- |
| ۱۵ دی ۱۳۹۲       | لحظه به لحظه      | مریم اسدی                              | بهنام ابطحی               | بهنام ابطحی                |
| ۱۹ اسفند ۱۳۹۲    | ای کاش            | پدیده نیشابوری                         | فرید ناظری                | راشا تقی پور               |
| ۲۷ بهمن ۱۳۹۳     | فصل عاشقی         | محمد چناری                             | محمد چناری                | امیرآبادی                  |
| ۱۹ آبان ۱۳۹۴     | بیا اینجا         | امیرمسعود میردامادی                    | میلاد فرهودی              | بهنام ابطحی - راشا تقی پور |
| ۲۴ اسفند ۱۳۹۴    | بی خیال           | مجتبی تیموری                           | مجتبی تیموری - بهنام بانی | راشا تقی پور               |
| ۵ خرداد ۱۳۹۵     | زیبای بی همتا     | نگین مرادی                             | راشا تقی پور              | راشا تقی پور               |
| ۵ مرداد ۱۳۹۵     | علاقه خاص         | عاطفه حبیبی                            | حامد برادران              | حامد برادران               |
| ۲۶ آبان ۱۳۹۵     | من یه دیوونم      | عاطفه حبیبی                            | حامد برادران              | حامد برادران               |
| ۱۷ بهمن ۱۳۹۵     | چی بگم            | عاطفه حبیبی                            | حامد برادران              | حامد برادران               |
| ۲۲ اسفند ۱۳۹۵    | عاشقم کرده        | عاطفه حبیبی                            | حامد برادران              | حامد برادران               |
| ۲۲ اردیبهشت ۱۳۹۶ | همه دنیام         | عاطفه حبیبی                            | حامد برادران              | حامد برادران               |
| ۶ تیر ۱۳۹۶       | بسمه              | عاطفه حبیبی                            | حامد برادران              | حامد برادران               |
| ۲۵ تیر ۱۳۹۶      | اخماتو وا کن      | عاطفه حبیبی                            | حامد برادران              | حامد برادران               |
| ۱۲ مرداد ۱۳۹۶    | چه بخوای چه نخوای | عاطفه حبیبی                            | حامد برادران              | حامد برادران               |
| ۹ شهریور ۱۳۹۶    | وای دل بی قرارم   | عاطفه حبیبی                            | حامد برادران              | حامد برادران               |
| ۷ آبان ۱۳۹۶      | توقع ندارم        | حمیدرضا یوسفی                          | آصف بایرام زاده           | حامد برادران               |
| ۱۵ بهمن ۱۳۹۶     | قرص قمر           | فرجام خیرالهی                          | حامد برادران              | حامد برادران               |
| ۳۰ فروردین ۱۳۹۷  | صد سال            | آصف آریا                               | آصف آریا                  | حامد برادران               |
| ۲۷ اردیبهشت ۱۳۹۷ | ماه عسل           | روزبه بمانی                            | حامد برادران              | حامد برادران               |
| ۲۸ مرداد ۱۳۹۷    | هنوز دوست دارم    | حمیدرضا یوسفی                          | حامد برادران              | حامد برادران               |
| ۴ آبان ۱۳۹۷      | دل نکن            | عاطفه حبیبی                            | حامد برادران              | حامد برادران               |
| ۱۳ بهمن ۱۳۹۷     | تویی انتخابم      | علیرضا طلیسچی - حمیدرضا یوسفی          | حامد برادران              | حامد برادران               |
| ۲۳ خرداد ۱۳۹۸    | فقط برو           | حمیدرضا یوسفی                          | حامد برادران              | حامد برادران               |
| ۹ آبان ۱۳۹۸      | این عشقه          | کارن موسوی                             | حامد برادران              | حامد برادران               |
| ۱۱ دی ۱۳۹۸       | خوابتو دیدم       | کارن موسوی                             | حامد برادران              | حامد برادران               |
| ۱۷ بهمن ۱۳۹۸     | قرص قمر ۲         | کارن موسوی                             | حامد برادران              | حامد برادران               |
| ۱۳ مهر ۱۳۹۹      | خوشحالم           | کارن موسوی                             | هینسو                     | حامد برادران               |
| ۱۳ تیر ۱۴۰۰      | رفتی              | کارن موسوی                             | حامد برادران              | حامد برادران               |
| ۱۲ شهریور ۱۴۰۰   | زخم کاری          | مهدی دارابی                            | مهدی دارابی               | حامد برادران               |
| ۱۲ آذر ۱۴۰۰      | دوتا دل عاشق      | کارن موسوی                             | حامد برادران              | حامد برادران               |
| ۱۷ اسفند ۱۴۰۰    | بارون             | کارن موسوی                             | حامد برادران              | حامد برادران               |
| ۷ اردیبهشت ۱۴۰۱  | خستم              | کارن موسوی                             | حامد برادران              | حامد برادران               |
| ۲۰ بهمن ۱۴۰۱     | کجای این شهری     | کارن موسوی                             | حامد برادران - علیرضا خان | حامد برادران               |
| ۲۴ اردیبهشت ۱۴۰۲ | یارا (سگ بند)     | کارن موسوی                             | حامد برادران              | حامد برادران               |
| ۲ بهمن ۱۴۰۲      | بی‌معرفت           | کارن موسوی                             | حامد برادران              | حامد برادران               |
| ۲۲ خرداد ۱۴۰۳    | شب عشق            | کارن موسوی                             | حامد برادران - علی منتظری | حامد برادران               |
| ۱۰ خرداد ۱۴۰۴    | ستاره میشی        | علیرضا خان - کارن موسوی - حامد برادران | حامد برادران              | حامد برادران               |

### نماهنگ‌ها
| عنوان         | ترانه‌سرا       | آهنگساز      | تنظیم        | سال انتشار | توضیحات                | منبع |
| ------------- | -------------- | ------------ | ------------ | ---------- | ---------------------- | ---- |
| قرص قمر۲      | کارن موسوی     | حامد برادران | حامد برادران | ۱۳۹۹       | -                      |      |
| فقط برو       | حمید رضا یوسفی | حامد برادران | حامد برادران | ۱۳۹۸       | -                      |      |
| اخماتو وا کن  | عاطفه حبیبی    | حامد برادران | حامد برادران | ۱۳۹۷       | اجرای زنده در کنسرت    |      |
| همه دنیام     | عاطفه حبیبی    | حامد برادران | حامد برادران | ۱۳۹۶       | تیتراژ برنامه من و شما |      |
| یارا (سگ بند) | کارن موسوی     | حامد برادران | حامد برادران | ۱۴۰۲       | تیتراژ سینمایی سگ بند  |      |
| یارا (سگ بند) | کارن موسوی     | حامد برادران | حامد برادران | ۱۴۰۲       | و همچنین موزیک ویدیو   |      |
| بی‌معرفت       | کارن موسوی     | حامد برادران | حامد برادران | ۱۴۰۲       | -                      |      |
| شب عشق        | کارن موسوی     | حامد برادران | حامد برادران | ۱۴۰۳       | -                      |      |
| خوشحالم       | کارن موسوی     | حامد برادران | حامد برادران | ۱۴۰۳       | اجرای زنده در کنسرت    |      |

## فیلم‌شناسی

### سریال[۶][۷]
| سال  | نام سریال | کارگردان   | سمت          | پخش     | نقش  |
| ---- | --------- | ---------- | ------------ | ------- | ---- |
| ۱۳۹۹ | پایتخت ۶  | سیروس مقدم | بازیگر مهمان | شبکه یک | خودش |

### فیلم[۸][۹]
| سال  | نام فیلم    | کارگردان   | سمت    | نقش   |
| ---- | ----------- | ---------- | ------ | ----- |
| ۱۴۰۰ | گشت ارشاد ۳ | سعید سهیلی | بازیگر | پیکان |